# Horst Korbella
Horst Korbella (* 1. Juli 1940 in Nordhausen) ist ein ehemaliger deutscher Politiker (CDU). Er war Vorsitzender des Bezirksvorstandes Dresden und Mitglied des Hauptvorstandes der Christlich-Demokratischen Union Deutschlands (CDU) der DDR. 1989/90 fungierte er als stellvertretender Vorsitzender der Partei.

## Leben
Korbella wuchs in einem römisch-katholischen Elternhaus auf. Er war Mitglied der Freien Deutschen Jugend und legte sein Abitur an der Erweiterten Oberschule in Blankenburg ab. An der Hochschule für Verkehrswesen „Friedrich List“ in Dresden studierte er von 1959 bis 1964 Eisenbahnbau. Als Diplomingenieur war er danach von 1964 bis 1966 beim Industriebahnbau im Braunkohlenrevier Hoyerswerda beim VEB Schwarze Pumpe tätig.
Korbella leistete Militärdienst in der Nationalen Volksarmee und wurde als Unterleutnant entlassen. 1964 trat er in die CDU ein. Erste kommunalpolitische Erfahrungen erwarb er sich als ehrenamtliches Mitglied eines Gemeinderates. 1966 wurde er im Alter von 26 Jahren in Dresden, der drittgrößten Stadt der DDR, zum Stadtrat für Wohnungspolitik und Wohnungswirtschaft berufen. Dieses Amt übte er 18 Jahre bis 1984 aus. Korbella war auch ehrenamtliches Mitglied des Sekretariats des CDU-Stadtkreisvorstandes Dresden.
Im Oktober 1982 wurde er auf dem 15. Parteitag der CDU in Dresden als Mitglied in den Hauptvorstand der CDU gewählt, dem er bis 1989 angehörte. Ab 28. Juni 1984 fungierte Korbella als Bezirksvorsitzender der CDU Dresden. Am 21. Januar 1988 wurde er als Bezirksvorsitzender abgelöst und zum Direktor der Handels- und Gewerbekammer Dresden ernannt. Seit 1983 war Korbella unter dem Decknamen „Peter Klaus“ IM der Staatssicherheit der DDR. Er war auch nach seiner Ablösung als Bezirksvorsitzender bereit, diese Zusammenarbeit fortzusetzen.
Auf dem Sonderparteitag der CDU am 15./16. Dezember 1989 in Berlin wurde Korbella zu einem der Stellvertreter des CDU-Vorsitzenden der DDR, Lothar de Maizière, gewählt. Er wirkte in der Folgezeit maßgeblich mit am Zusammenschluss der CDU-Ost mit der CDU-West.
Von Oktober 1990 bis 1992 war Korbella als Koordinierungsbeauftragter der CDU/CSU-Fraktion des Bundestages für die neuen Bundesländer in Bonn tätig. Anschließend war er in der freien Wirtschaft beschäftigt.
Korbella ist heute Seniorenbeauftragter der Wohnungsbaugenossenschaft Aufbau Dresden.

## Schriften (Auswahl)
- (zusammen mit Karl-Heinz Löwel): Wohnungsgenossenschaften in Dresden. Ein fünfzigjähriges Jubiläum. Sandstein, Dresden 2004, ISBN 3-937602-08-9.
- (zusammen mit Hans Peter Klotzsche und Roland Köstner): Leben und Schaffen in Verantwortung vor dem Ganzen – Berufsbiografien Dresdner Akademiker. Akademikerverband, Dresden 2005.

## Auszeichnungen
- Verdienstmedaille der DDR